# Fimbristylis oxystachya
Fimbristylis oxystachya là loài thực vật có hoa trong họ Cói. Loài này được F.Muell. mô tả khoa học đầu tiên năm 1859.